# Een tijdje later
Een tijdje later is een Nederlandstalige jeugdroman, geschreven door Paul Biegel en Willem Wilmink in opdracht van het CPNB als kinderboekenweekgeschenk voor de Kinderboekenweek van 1984. De eerste editie, uitgegeven bij uitgeverij Van Holkema & Warendorf in Weesp, werd geïllustreerd door Ruud Bruijn en Fred de Heij.